# Lithosia szetchuana
Lithosia szetchuana là một loài bướm đêm thuộc phân họ Arctiinae, họ Erebidae.